# 호소에 준코
호소에 준코(일본어: 細江 純子, 1975년 3월 12일 ~ )는 일본의 전직 경마 기수이자, JRA 최초의 여자 기수다. 1996년 3월 1일 면허 취득 후 2001년 6월 15일까지 활동했으며, 은퇴 후에는 경마 평론가 및 해설가로 활동하고 있다.

## 창작물

《우마무스메 프리티 더비》의 호소에 준코

호소에 준코는 경마를 소재로 한 애니메이션 《우마무스메 프리티 더비》에도 캐릭터화되어 등장하며, 작품 내에서 레이스의 해설을 담당한다.